# 萨尔瓦多·桑切斯·巴尔布多
萨尔瓦多·桑切斯·巴尔布多（西班牙語：Salvador Sánchez Barbudo，1857年3月14日—1917年11月28日）是西班牙画家。

## 生平
1857年3月14日出生于西班牙加的斯省赫雷斯-德拉弗龙特拉。青年时代与何塞·加列戈斯·阿诺萨是挚友，都酷爱绘画。在塞维利亚和马德里接受绘画训练。学成后来到罗马，跟随何塞·比列加斯·科尔德罗学习过一段时间。
他主要创作历史画，也画过《哈姆雷特》的最后一幕。1886年在马德里美术博览会获奖。1917年在罗马去世。为了纪念他，赫雷斯的一条街道以他的名字命名。

## 作品集

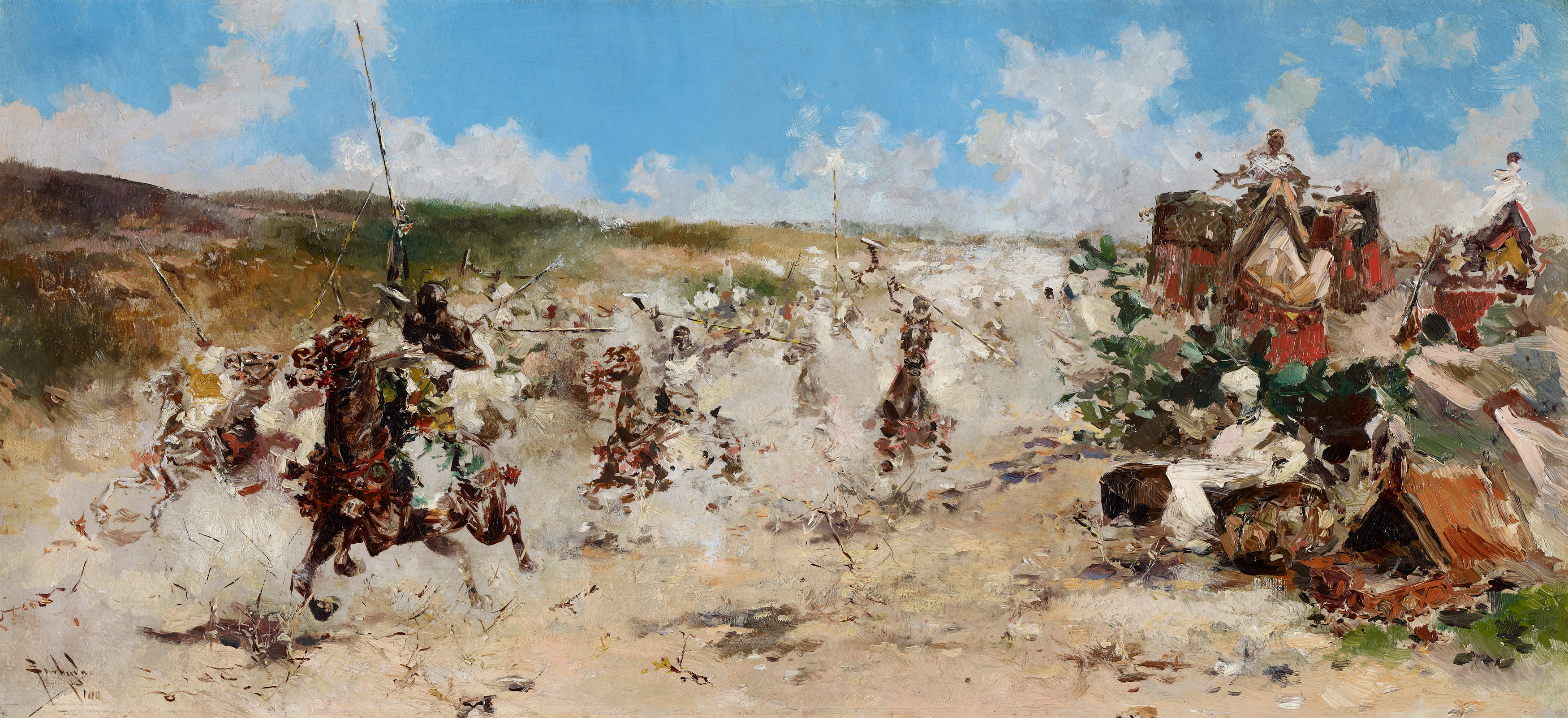
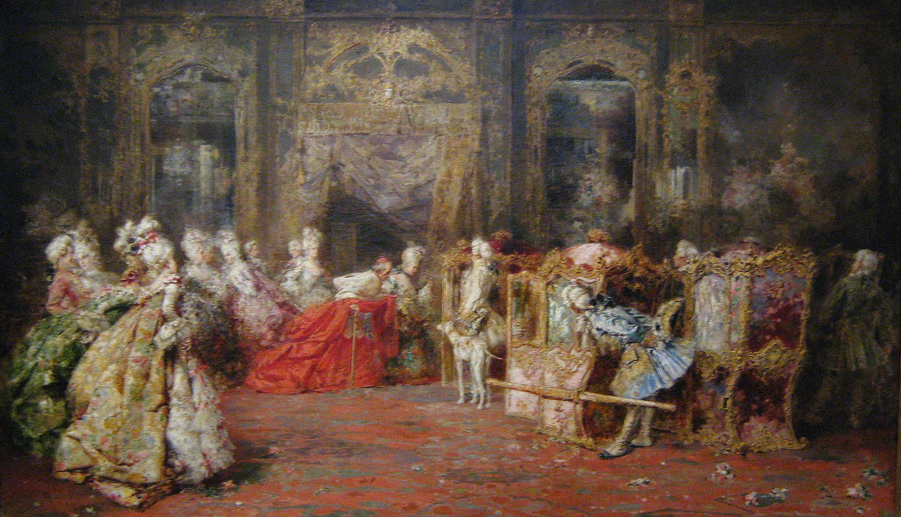
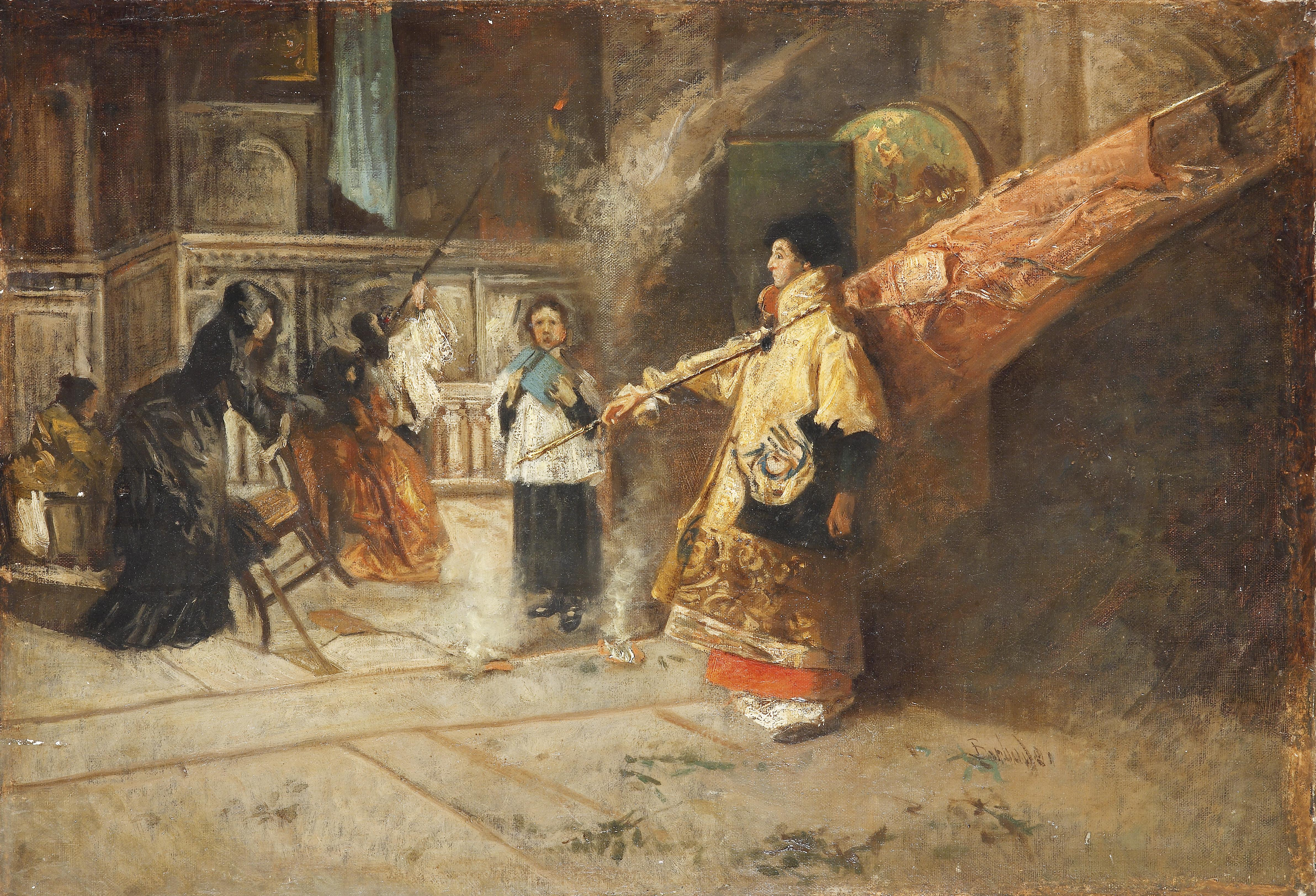
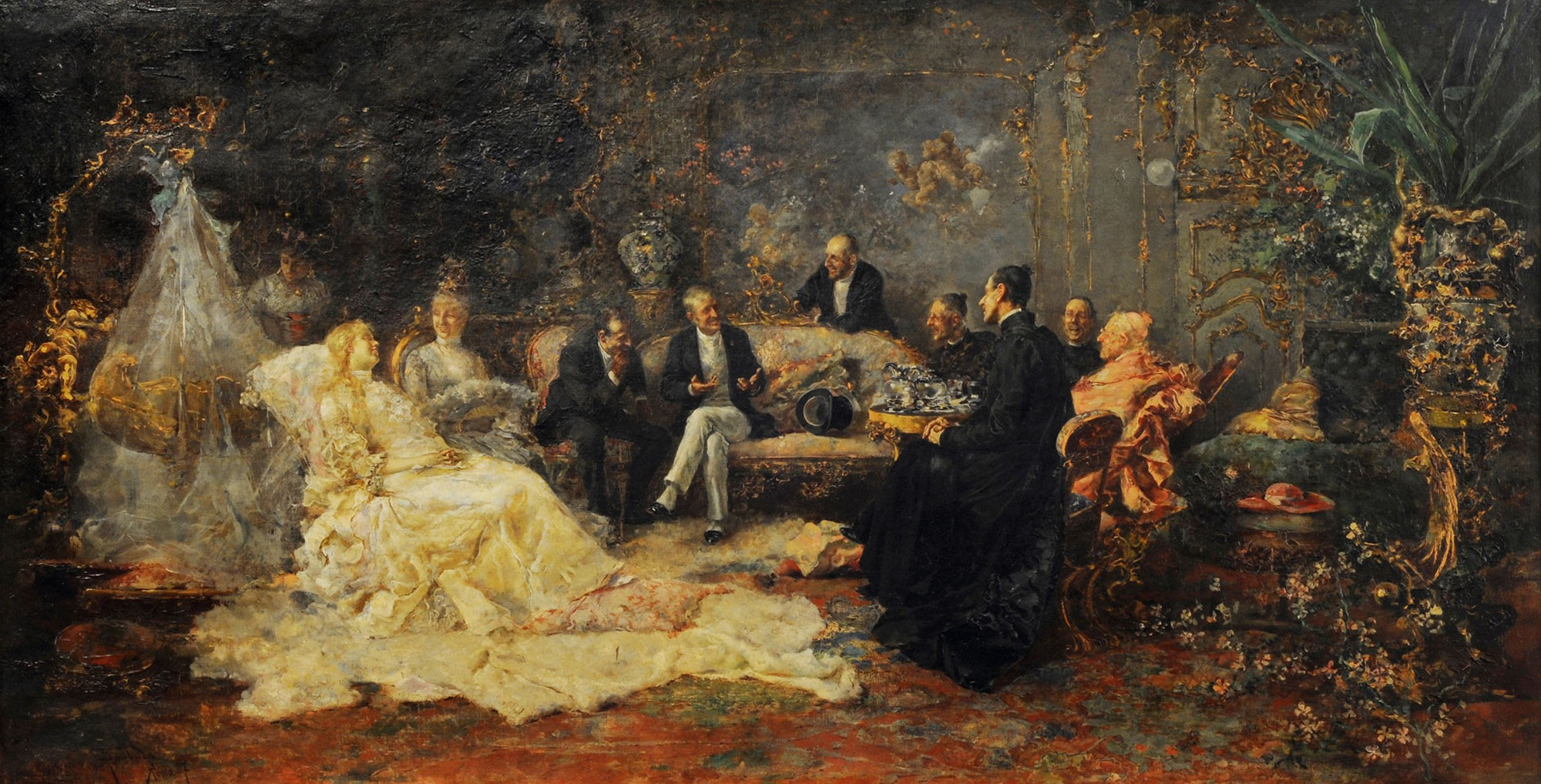
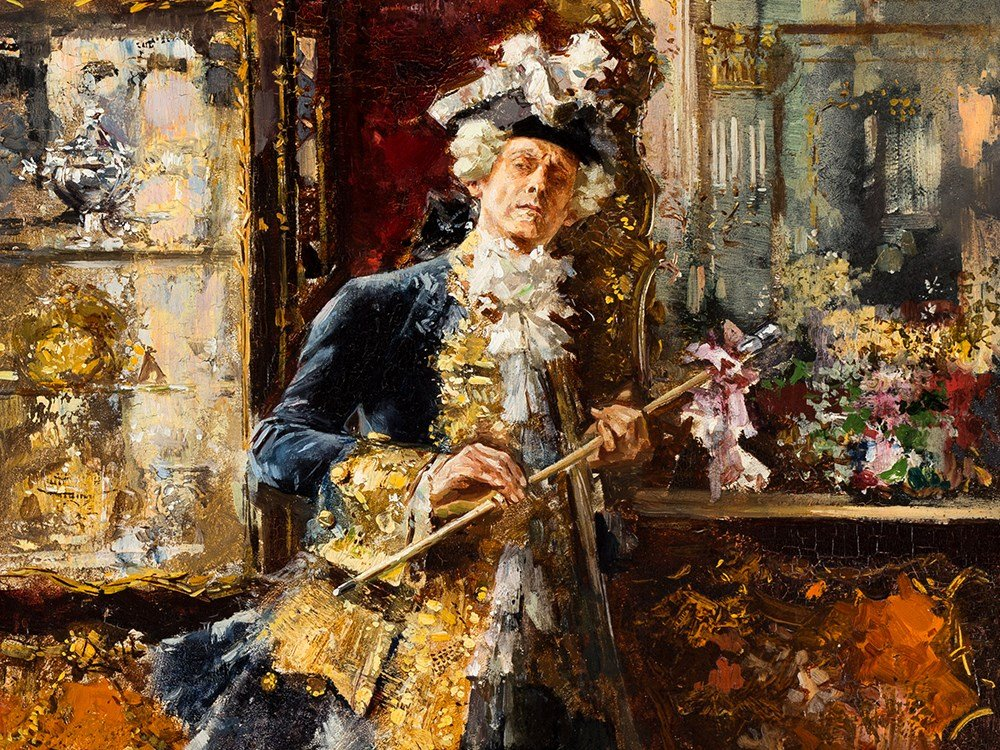
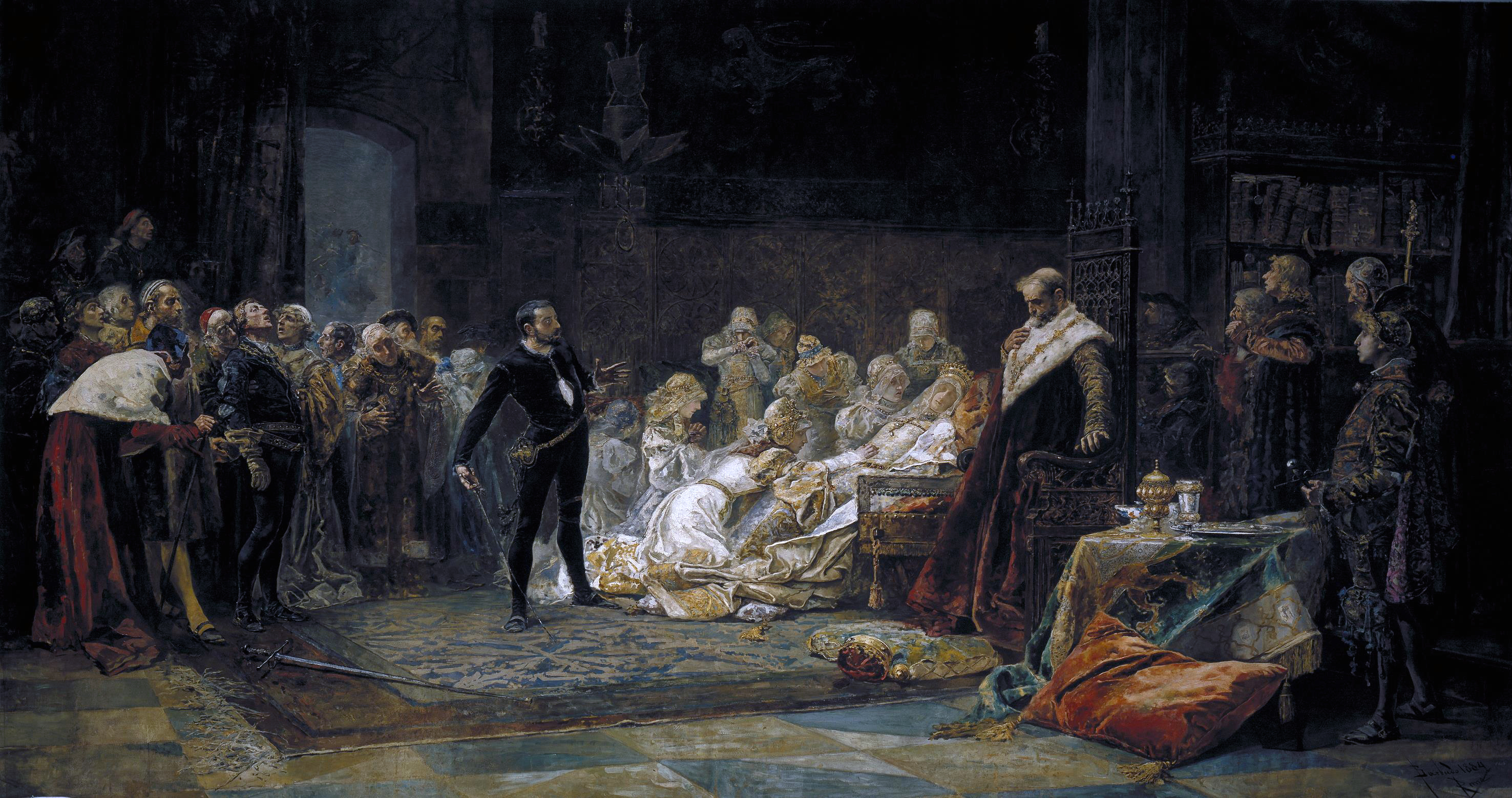
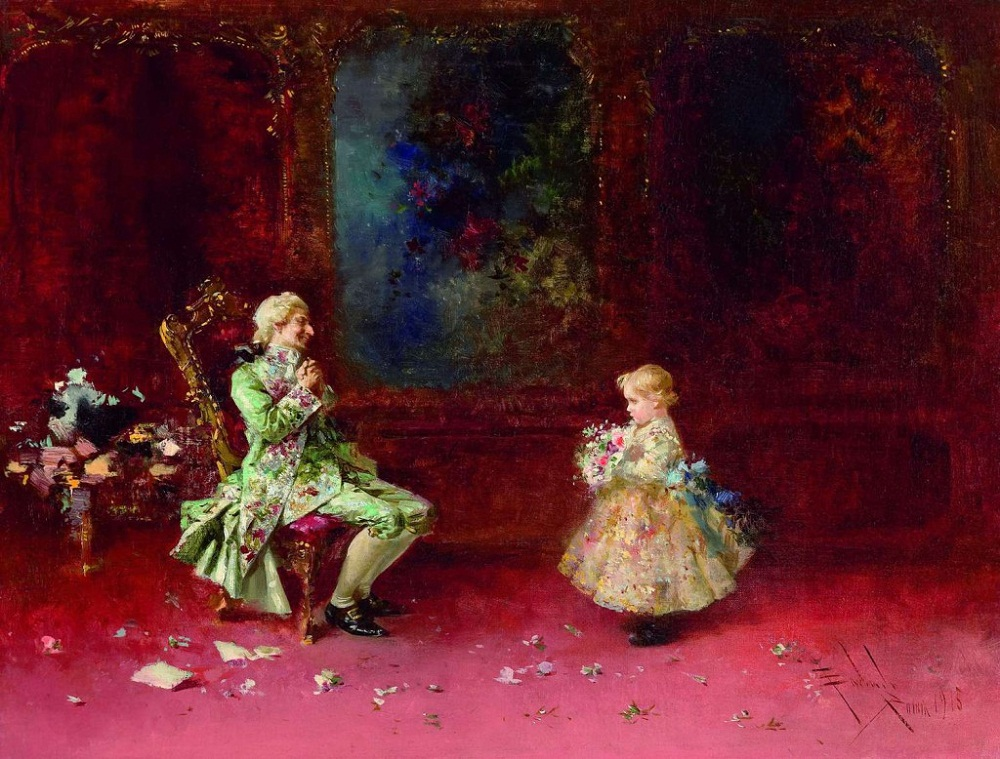
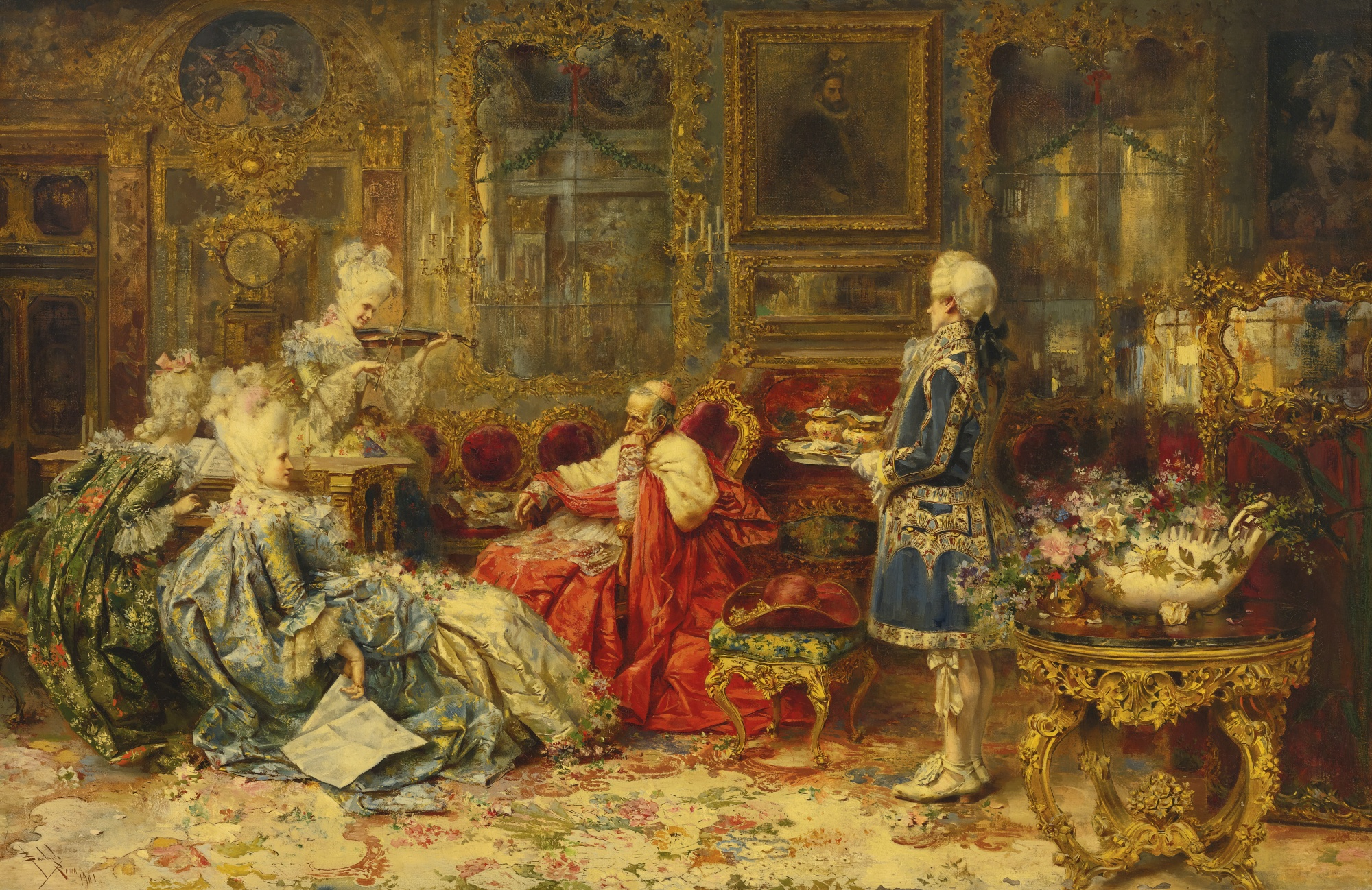